# Daniel Nivel
Daniel Nivel, né le 30 novembre 1954, est un gendarme mobile français attaqué par une bande de hooligans allemands le 21 juin 1998 rue Romuald-Pruvost près du stade Félix-Bollaert à Lens lors de la coupe du monde de football de 1998 au match Allemagne-Yougoslavie (2-2).
À la suite de cette agression de groupe, il est resté dans le coma entre la vie et la mort pendant six semaines à l'hôpital Roger-Salengro de Lille. Il est depuis infirme, et suit des séances quotidiennes de kinésithérapie et d'orthophonie. Vingt ans après l'agression, en 2018, il est toujours lourdement handicapé, ayant perdu 70 % de ses capacités.
Depuis l'agression, le maréchal des logis-chef Daniel Nivel a été promu adjudant. Il ne peut pas reprendre le travail.

## Procès
Quatre de ses agresseurs ont été condamnés à des peines de prison à l'issue d'un procès qui s'est tenu  du 30 avril 1999 au 9 novembre 1999 à Essen, en Allemagne,. 
Markus Warnecke, interpellé à Lens le jour de l'agression, a été jugé par la cour d'assises de Saint-Omer entre le 9 et le 22 mai 2001. Il a été condamné à cinq années de prison et dix ans d'interdiction du territoire français. Il fut relâché le 23 avril 2002 pour bonne conduite, après avoir purgé trois ans et dix mois.

## Hommages
- Miroslav Blažević, l'entraîneur de l'équipe de Croatie, joua le reste des matches de la Coupe du monde 1998 avec un képi[5]. Ce couvre-chef fut offert à l'entraîneur par un collègue, le maréchal des logis-chef Jean-Luc Provot, qui était affecté au centre opérationnel de la gendarmerie à Épinal. Par ce geste, il a voulu marquer l'opinion publique et que le maréchal des logis-chef Nivel ne soit pas oublié pendant la durée de l'événement. La remise du képi a pu être réalisée par trois réservistes de la gendarmerie qui étaient employés au service de surveillance et de protection de l'équipe croate sur le site de Vittel. Dans le képi se trouvait un mot à l'attention de M. Blažević, une image pieuse de Sainte Geneviève, patronne des gendarmes, et la prière du gendarme.
- En juillet 1998, Yves Joyez, maréchal des logis-chef à l'escadron de Calais, envoie au sélectionneur de l'équipe de France Aimé Jacquet un fanion de la légion de gendarmerie mobile pour rendre un hommage à son collègue le gendarme Nivel. Lors d'une réunion à Clairefontaine avec les joueurs de l'équipe de France, le sélectionneur et le capitaine Didier Deschamps décident de coudre cet emblème sur le fanion français lors de la demi-finale du 8 juillet 1998 opposant la France et la Croatie (2-1). Ce fanion fut visible pendant l'hymne national.
- En octobre 2000, la Daniel-Nivel-Stiftung (Fondation Daniel-Nivel) à Bâle est fondée à l'initiative de la Fédération d'Allemagne de football (DFB) et avec la participation de la FFF, l'UEFA et la FIFA. Cette fondation poursuit la recherche sur la violence liée au football et sur des mesures préventives. Elle porte secours aux victimes.
- Depuis 2003, la Daniel-Nivel-Cup (Coupe Daniel-Nivel) est organisée annuellement à Leipzig sous les auspices de la DFB. Pendant ce tournoi de football, les équipes se recrutent parmi des forces de sécurité (police, pompiers, etc.) et des supporteurs (équipes amateurs). Le bénéfice du tournoi est reversé aux associations de victimes.
- La Fédération allemande de football a décidé, en souvenir de cette agression, de lui offrir en novembre 2005 des places pour le match Allemagne–Pologne (1-0) comptant pour la Coupe du monde 2006, ainsi qu'à toute sa famille. Elle a renouvelé cette invitation plusieurs fois, y compris pour le match Allemagne-Ukraine (2-0) au Championnat d'Europe de football 2016 à Lille[6].
- Le 16 octobre 2018, l'adjudant-chef Nivel a reçu la croix de chevalier de l'Ordre du Mérite de la République Fédérale d'Allemagne[7].
- Le 14 mars 2023, l’Adjudant-Chef Nivel devient parrain de l’Unité Opérationnelle Franco-Allemande, unité commune à la gendarmerie nationale française et à la police fédérale allemande, à l’occasion de la cérémonie de baptême de cette même unité.